# 欧拜伊德
欧拜伊德位于苏丹中部，是北科爾多凡省的首府，平均海拔609米，2012年人口418,280人。

## 概况
1821年欧拜伊德建城。1883年被穆罕默德·艾哈迈德·马赫迪率领的马赫迪起义军占领，被毁坏。1898年马赫迪起义被镇压后，欧拜伊德得以重建
今日的欧拜伊德人口超过四十万，大部分是穆斯林。城市位于交通要道:有欧拜伊德机场，是铁路的终点，很多国道和驼路的交汇点，还是从尼日利亚前来的朝圣路的终点。作为地区商业中心，他以阿拉伯胶、小米、牲畜闻名
联合国苏丹任务也在欧拜伊德设有后勤基地。
欧拜伊德拥有苏丹最大的大学之一，科尔多凡大学在大学法语系的合作下，城市设立了苏丹-法国文化中心在修筑了沥青路和一些私家巴士公司建立之后，欧拜伊德和喀土穆之间的交通便利了不少。如今从欧拜伊德可以通过9小时的旅行大巴到达喀土穆，再经过三小时可以到达达尔富尔。在2023年起的苏丹内战中，欧拜伊德曾被围困四个多月。